# Женщины (фильм, 2008)
«Женщины» (англ. The Women, 2008) — американская трагикомедия, ремейк одноимённого фильма 1939 года.

## Сюжет
Компания болтливых скандалисток из высшего общества Нью-Йорка. Одной (Мег Райан) изменяет муж с продавщицей из парфюмерного отдела. Другие сплетничают. Третьи подают на развод.
Современная версия одноимённого фильма 1939 года. В центре истории — обеспеченная женщина, не подозревающая об интрижке своего мужа с какой-то продавщицей, плюс ещё куча персонажей вроде любовниц, подруг и бывших. Со стороны казалось, что у Мэри Хайнс есть все основания считать себя счастливой и состоявшейся женщиной: у неё дом в Коннектикуте, милая 12-летняя дочь, муж — успешный бизнесмен с Wall Street и карьера дизайнера в фирме отца. Её лучшая подруга, Сильвия Фоулер, тоже была устроена в жизни — главный редактор журнала «Престиж», шкаф, полный одежды с подиумов, статус «арбитра стиля и вкуса» в Нью-Йорке и агрессивная позиция холостячки, которая её полностью устраивала. Или ей так казалось. Когда же Мэри обнаруживает, что у её мужа долгоиграющий роман с продавщицей парфюмерного отдела, весь её мир рушится в одночасье… В этот момент Мэри больше всего нужна поддержка её лучших подруг…

## В ролях
- Мег Райан
- Ева Мендес
- Аннетт Бенинг
- Джада Пинкетт Смит
- Бетт Мидлер
- Дебра Мессинг
- Кэрри Фишер
- Кэндис Берген
- Деби Мейзар
- Клорис Личман
- НиКоль Робинсон
- Наташа Алам
- Индиа Энненга
- Джилл Флинт
- Ана Гастейер
- Джоанна Глисон
- Памела Ламберт
- Киган Коннор Трейси
- Линн Уитфилд

## Съёмочная группа и производство
- Режиссёр: Дайэн Инглиш
- Сценарий: Дайэн Инглиш, Клэр Бут Люс (пьеса), Анита Лос (сценарий 1939 года), Джейн Мерфин (сценарий 1939 года)
- Продюсеры: Дайэн Инглиш, Мик Джаггер, Билл Джонсон, Виктория Пирман
- Исполнительные продюсеры: Джим Сейбел, Бобби Шенг, Джеймс У. Скотчдопоул
- Оператор: Анастас Н. Мичос
- Художник: Джейн Маски
- Композитор: Марк Айшем
- Монтаж: Тиа Нолан
- Костюмы: Джон А. Данн

Производство «Picturehouse Entertainment» при поддержке «Inferno Distribution», «Jagged Films» и «New Line Cinema».